# Maira Silva
Maira dos Santos Silva (ur. 10 maja 1991) – brazylijska lekkoatletka, tyczkarka. 

## Osiągnięcia
| Rok  | Impreza                                            | Miejsce   | Konkurencja   | Pozycja    | Wynik |
| ---- | -------------------------------------------------- | --------- | ------------- | ---------- | ----- |
| 2008 | Mistrzostwa Ameryki Południowej juniorów młodszych | Lima      | skok o tyczce | 2. miejsce | 3,60  |
| 2012 | Młodzieżowe mistrzostwa Ameryki Południowej        | São Paulo | skok o tyczce | 2. miejsce | 3,80  |